# Macroderes pristinus
Macroderes pristinus är en skalbaggsart som beskrevs av Sharp 1880. Macroderes pristinus ingår i släktet Macroderes och familjen bladhorningar. Inga underarter finns listade i Catalogue of Life.